# Тополі (селище)
Топо́лі — селище в Україні, у Дворічанській селищній громаді Куп'янського району Харківської області. Населення становить 629 осіб. До 2020 орган місцевого самоврядування — Пісківська сільська рада.

## Географія
Селище Тополі знаходиться за 2 км від річки Оскіл (лівий берег), між річкою і селищем розташований лісовий масив (сосна). Селище примикає до села Піски, на відстані 1 км розташоване село Лиман Другий, через селище проходить залізниця, станція Тополі.
Відстань до райцентру становить близько 26 км і проходить автошляхом місцевого значення та Р79. У селищі діє пункт контролю через державний кордон з Росією Тополі — Валуйки.

## Історія
1920 - дата заснування.
7 (20) листопада 1917 року, відповідно до.Третього Універсалу Української Центральної Ради, увійшло до складу Української Народної Республіки.
12 червня 2020 року, відповідно до Розпорядження Кабінету Міністрів України  № 725-р «Про визначення адміністративних центрів та затвердження територій територіальних громад Харківської області», увійшло до складу Дворічанської селищної громади.
19 липня 2020 року, в результаті адміністративно - територіальної реформи та ліквідації Дворічанського району, село увійшло до складу Куп'янського району Харківської області.
Селище тимчасово окуповане російськими військами 24 лютого 2022 року.[джерело?]

## Населення

### Мова
Розподіл населення за рідною мовою за даними перепису 2001 року:
| Мова       | Відсоток |
| ---------- | -------- |
| російська  | 73,49%   |
| українська | 26,40%   |
| румунська  | 0,11%    |

## Об'єкти соціальної сфери
В Тополях є будинок культури з залом на 120 місць, бібліотека. Діти отримують освіту в Топольській середній школі. Діють медпункт, фельдшерські пункти, мережа торгових точок.
З 24 червня 2017 діє пункт прикордонної служби, який відкрили голова МВС Арсен Аваков та секретар РНБО Олександр Турчинов.